# Tevelingshofje
Het Tevelingshofje is een hofje in de Nederlandse stad Leiden, provincie Zuid-Holland. Het hofje is gelegen aan de gedempte 4e Binnenvestgracht. Het Tevelingshofje werd gesticht in 1655 en gebouwd in 1666,  in opdracht van de Leidse kooplieden Jacob en Charles Tevel. Charles Tevel liet tijdens de pestepidemie van 1655 in zijn testament vastleggen dat Jacob na zijn dood een hofje moest bouwen met 12 huisjes voor kinderloze echtparen ouder dan 20. Jacob en zijn vrouw lieten dit later uitbreiden tot twintig huisjes.
Het hofje heeft aan drie zijden straten. Om de beschikbare grond optimaal te benutten is de plattegrond licht ruitvormig. De daardoor ontstane scheefheid is overal doorgevoerd, zowel de ingangpoort, de vestibule, de vloertegels, de pomp en zelfs de putdeksels. Van de twintig huisjes zijn er vier precies op de hoeken. Die hebben hun ramen aan de straatzijde.
Barend van Namenhof ·
Bethaniënhof ·
Bethlehemshof ·
Brouchovenhof ·
Cathrijn Jacobsdochterhof ·
Cathrijn Maartensdochterhof ·
Coninckshof ·
Eva van Hoogeveenshof ·
François Houttijnshof ·
Groeneveldstichting ·
Groot Sionshof ·
Heiligen Geest- of Cornelis Spronghof ·
Jan de Laterehof ·
Jan Pesijnhof ·
Jean Michelhof ·
Jeruzalemhof ·
Joost Frans van de Lindenhof ·
Juffrouw Maashof ·
Justus Carelhuis ·
Klein Sionshof ·
Meermansburg ·
Mierennesthof ·
Pieter Gerritz. van der Speckhof ·
Pieter Loridanshof ·
Samuel de Zeehof ·
Schachtenhof ·
Sint Anna Aalmoeshuis ·
Sint Annahof of Joostenpoort ·
Sint Elisabethgasthuishof ·
Sint Jacobs- of Crayenboschhof ·
Sint Janshof ·
Sint Salvatorhof ·
Sint Stevenshof ·
Tevelingshof ·
Van Assendelftshof